# Cuaespinós de Marcapata
El cuaespinós de Marcapata (Cranioleuca marcapatae) és una espècie d'ocell de la família dels furnàrids (Furnariidae) que habita la selva pluvial i els bosquets de bambú dels Andes del sud-est de Perú.

## Taxonomia
Alguns autors consideren que la població de les muntanyes de Vilcabamba, al sud-est de Perú, són una espècie diferent:
- Cranioleuca weskei Remsen, 1984 - cuaespinós de Vilcabamba.[2]